# Nick Perry
(en) Statistiques sur pro-football-reference
Nicholas Joel « Nick » Perry, né le 12 avril 1990 à Détroit, est un américain, joueur professionnel de football américain.
Au niveau universitaire, il joue au poste de linebacker de 2009 à 2011 pour les Trojans de l'USC représentant l'université du Sud de la Californie au sein de la NCAA Division I FBS .
Il est sélectionné en 28e choix global lors du premier tour de la draft 2012 de la NFL par la franchise des Packers de Green Bay.
Actuellement considéré agent libre, il joue entre 2012 et 2018 pour les Packers de Green Bay au sein de la National Football League (NFL).